# 羅絲·威爾森
羅絲·威爾森（英語：Rose Wilson） 是DC漫畫宇宙中的虛構角色。她是少年泰坦的對手，也是喪鐘的女兒。

## 人物
喪鐘在與Adeline Kane的離婚幾年後，在一個搜救任務上遇到了一位苗族女人莉莉安·沃斯，他的使命是確保她安全地逃離遭戰爭波及的柬埔寨。經過了一段與威爾森断断续续的戀愛，沃斯生下一個女兒，取名羅絲。為了孩子的最大安全利益，沃斯保持羅斯與喪鐘的秘密。
沃斯最終定居在紐約的妓院，當喪鐘受傷和逃獄時，沃斯供他落腳養傷。冬青（喪鐘的管家）發現14歲的羅絲並懷疑她是喪鐘的女兒。
當Wade DeFarge（喪鐘的同父異母弟弟）殺死喪鐘的朋友和家人時，Ravager監禁羅絲，並告訴她喪鐘是她的父親。冬青發起了一次救援行動，成功救出羅絲。
羅絲試圖聯絡她的父親，喪鐘擔心女兒的安全而把羅絲關起來，因為他自己已經對他兩個兒子的死亡相當自責。暫且將她留在了少年泰坦。在訓練期間，羅斯受傷，被帶到醫院時她的預知能力第一次出現，當她對喪鐘的未來有一個漫長的視野。她醒來後才進一步測試她的能力。不久後她離開了泰坦，直到某次衝突，她出現在那裡與泰坦聯合救了鋼骨。
羅絲在與蝙蝠女戰鬥失敗後，喪鐘把她交給夜翼作為監護之下，夜翼同意訓練羅絲，而迪克暗中教她英雄主義與價值觀。雖然羅絲在訓練進行時對夜翼發展了一段微妙的關係，但這似乎是完全片面的，只為測試迪克的忠誠度。
喪鐘曾用氪石雕刻義眼替換了羅絲的左眼，並利用她對付超人。
喪鐘植入的義眼不僅是要針對超人的，也對羅絲的身體有害，在長時間暴露的情況下確實使人類致癌。
知情後的羅絲憤怒又傷心，打破了與她的父親的所有關係並且逃跑。
在《無限危機》的一年後，羅絲再次加入少年泰坦。她穿同樣的服裝，隨著喪鐘的血清影響逐漸消失，羅絲看起來更為健康。新領導人蒂姆·德雷克承認羅絲並支持她加入團隊。
羅絲在《閃點》中曾遭綁架，最後被喪鐘救出後，兩人朝向一個不知名的目的地航行。

## 能力
注射與她父親喪鐘相同的血清後，羅絲增加反射神經，耐力與力量，治癒能力,但跟喪鐘相同也容易發狂與嗜血，例如她自毀左眼讓自己更像父親。
她接受過夜翼的訓練，學習作為英雄的美德。她也具有一種預知的能力，讓她能看到未來。這讓她對即將來臨的攻擊做出反應，並相應的進行反擊。
她目前實用兩支能量劍，可以切開任何東西，也可以合併成能量盾。她常攜帶一小劑的腎上腺素，提高腎上腺素能使她的預知能力加強，然而她過度使用腎上腺素來增強她的力量，使她的新陳代謝逐漸不平衡，更會使她的健康受損。

## 其他媒體

### 電視
- 《泰坦》：雀兒喜·張（Chelsea Zhang）飾演羅絲·威爾森。